# Homeja

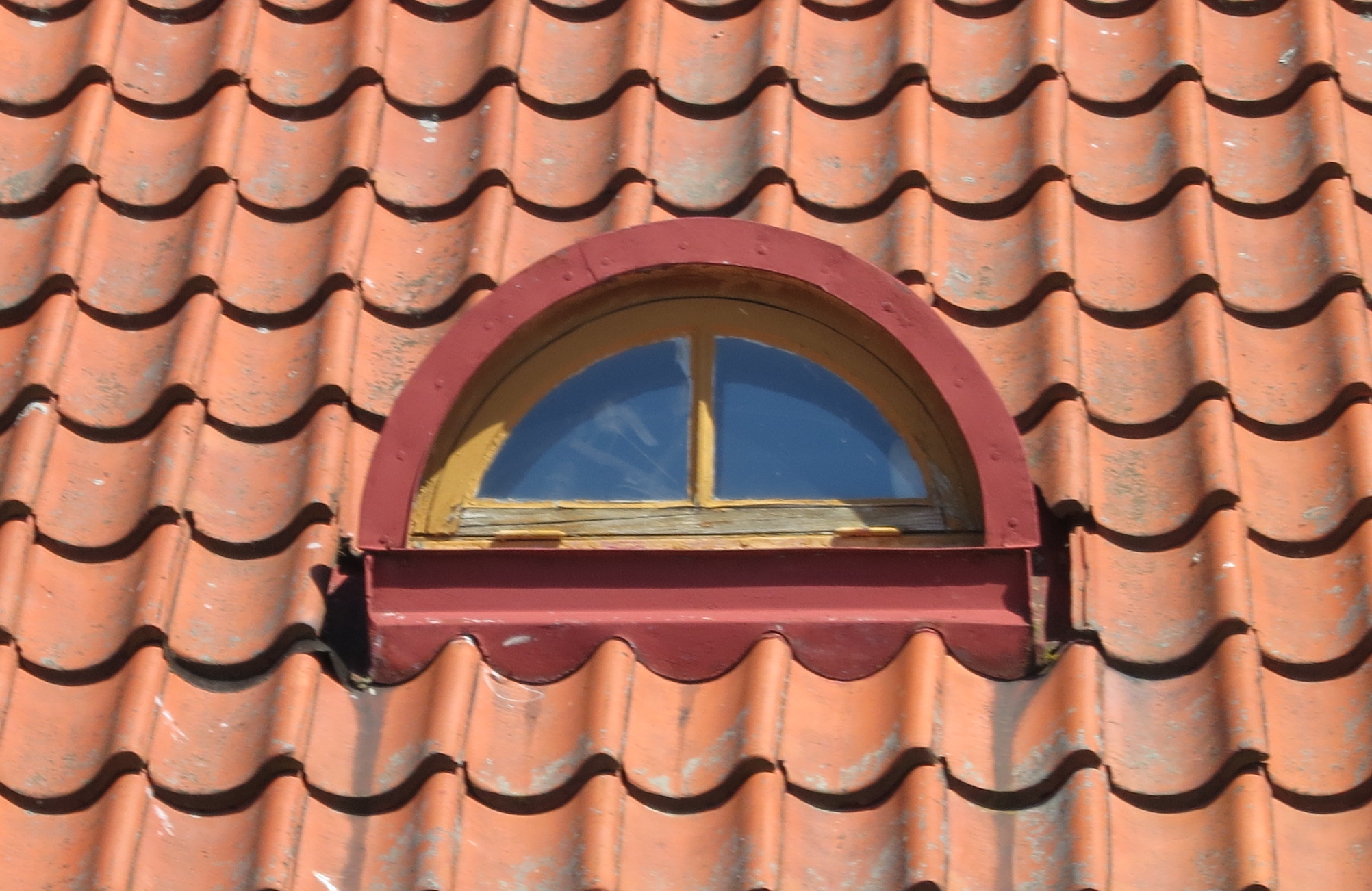
Homeja i Simrishamn.

Homeja (från medellågtyskans hogemeide, homei(d)e) är ett sydsvenskt dialektord. På en ladugård är homeja ett utbyggt fönster eller utbyggd dörröppning på taket, genom vilken hö och/eller halm kastas in för att förvaras på loftet. Homejan är försedd antingen med lucka eller fönster.
Homeja används i nusvenska främst om små takkupor med luckor eller fönster, sådana de förekommer på sydsvenska allmogebyggnader.